# キンキクレスコ
株式会社キンキクレスコは、スポーツ器具・用品の製造・販売、スポーツ施設の企画・設計・施工を行う企業である。

## 沿革
- 1966年、池田バッティングセンターを設立。
- 1971年、スキー事業部を開設、ハチ北スキー場のゲレンデ管理・スキースクールを開始。
- 1976年、社名を「株式会社近畿バッティング企画」に改称。
- 1986年、社名を「株式会社キンキクレスコ」に改称。
- 1990年、台湾にピッチングマシンを輸出。
- 1993年、丸紅、日立製作所と共同で「バーチャルバッティング」を開発。
- 1994年、イチロー外野手に感謝状を贈呈。
- 1996年、メジャーリーグ・サンフランシスコ・ジャイアンツにピッチングマシンを納入。
- 1998年、現役プロ野球選手モデルの「バーチャルバッティング」を発表。
- 2002年、ニューラルネットワークマシン (知的制御) を金沢大学工学部と共同開発。
- 2005年、ピッチングマシンの限界に挑戦、球速300k/mに成功。
- 2006年、読売ジャイアンツに最新鋭スピード変速マシン (T-BSG型) を納入。
- 2008年、中国プロ球団、北京タイガースにスーパーミックス (SM-G型) を納入。
- 2012年、国立大学法人金沢大学と知的ピッチングマシンを制御する方法を特許取得。
- 2013年、ユーティリティエース (3ホイル) 販売開始。
- 2014年、タイ、シンガポールにバッティングセンタ用マシン納入。
- 2015年、中日ドラゴンズ名古屋球場室内練習場にて、マシン自動化システムを納入。
- 2016年、HAWKSベースボールパーク筑後室内練習場にて、マシン自動化システムを納入。
- 2017年、楽天イーグルス泉球場にて、マシン自動化システムを納入。
- 2019年、中国（北京）にて、マシン集配球システム納入。バッティングセンターオープン
- 2020年、打球判定システム（ボールジャッジ）特許取得。
- 2021年、オリックスバファローズ山本由伸投手、山岡泰輔投手がバーチャル映像に加わる。
- 2024年、オリックスバファローズ宮城大弥投手、山下舜平大投手がバーチャル映像に加わる。

## 事業所
- 本社：大阪府池田市城南3丁目3番12号
- 工場：大阪府大阪市平野区瓜破南2丁目2番52号

## バーチャルバッティング
丸紅、日立製作所との共同開発で、1994年に日本初のバーチャルピッチングマシン・「バーチャルバッティング」を発表。『夢対決!とんねるずのスポーツ王は俺だ!スペシャル』（テレビ朝日系）では第1回（2000年）から全ての回で、
石橋貴明の持ちコーナーである「リアル野球BAN」において、同社のピッチングマシンが使われている。

### 主な契約選手
- 宮城大弥（オリックスバファローズ）
- 山下舜平大（オリックスバファローズ）
- 東克樹（横浜DeNAベイスターズ）
- 小川泰弘（東京ヤクルトスワローズ）
- 野村祐輔（広島東洋カープ）
- 則本昂大（東北楽天イーグルス）
- 山崎康晃（横浜DeNAベイスターズ）
- 三浦大輔（横浜DeNAベイスターズ監督）
- 山岡泰輔（オリックスバファローズ）

### 過去の契約選手
- 今永昇太（横浜DeNAベイスターズ）
- 山本由伸（オリックスバファローズ）
- 松井裕樹（東北楽天イーグルス）
- 藤浪晋太郎（阪神タイガース）
- 岩田稔（阪神タイガース）
- 館山昌平（東京ヤクルトスワローズ）
- 菊池雄星（シアトル・マリナーズ）-西武ライオンズ在籍時
- 由規（東京ヤクルトスワローズ）
- 摂津正（福岡ソフトバンクホークス
- 篠田純平（広島東洋カープ）
- 福井優也（広島東洋カープ）
- 松坂大輔（ボストン・レッドソックス）- 西武ライオンズ在籍時。
- 井川慶（ニューヨーク・ヤンキース）- 阪神タイガース在籍時。
- 藤井秀悟（北海道日本ハムファイターズ）- ヤクルトスワローズ在籍時。
- 藤川球児（阪神タイガース）
- 藪恵壱（阪神タイガース）
- 五十嵐亮太（東京ヤクルトスワローズ）
- 上原浩治（読売ジャイアンツ）
- 田中将大（東北楽天ゴールデンイーグルス）
- 斉藤和巳（福岡ソフトバンクホークス）
- 新垣渚（福岡ソフトバンクホークス）
- 和田毅（福岡ソフトバンクホークス）
- 杉内俊哉（福岡ソフトバンクホークス）
- ダルビッシュ有（北海道日本ハムファイターズ）
- 前田健太（広島東洋カープ）
- 涌井秀章（埼玉西武ライオンズ）→(千葉ロッテマリーンズ)→（東北楽天ゴールデンイーグルス）
- 三浦大輔（横浜ベイスターズ

いずれも在籍時